# Trapa kashmirensis
Trapa kashmirensis är en fackelblomsväxtart som beskrevs av Wójcicki. Trapa kashmirensis ingår i släktet sjönötter, och familjen fackelblomsväxter. Inga underarter finns listade i Catalogue of Life.